# Cleveland City Stars
Maillots
Les Cleveland City Stars était un club professionnel de soccer basé à Cleveland aux États-Unis (dans l'État de l'Ohio). Il évolua en Première division de la USL de 2007 à 2009. 

## Historique
- 2006 : création de l'équipe.
- 2009 : dissolution de l'équipe[1]